# Octinodes dimidiatus
Octinodes dimidiatus is een keversoort uit de familie van de kniptorren (Elateridae). De wetenschappelijke naam van de soort werd in 1906gepubliceerd  door Eugene Amandus Schwarz.